# Manasse al II-lea de Rethel
Manasse al II-lea (d. 1032) a fost un nobil francez, devenit conte de Rethel.
Manasse era fiul lui Manasse de Omont și al soției acestuia, Castricia.
A fost căsătorit cu o anume Dada și a fost tatăl lui Manasse al III-lea, care i-a succedat.